# Viktor Ettel

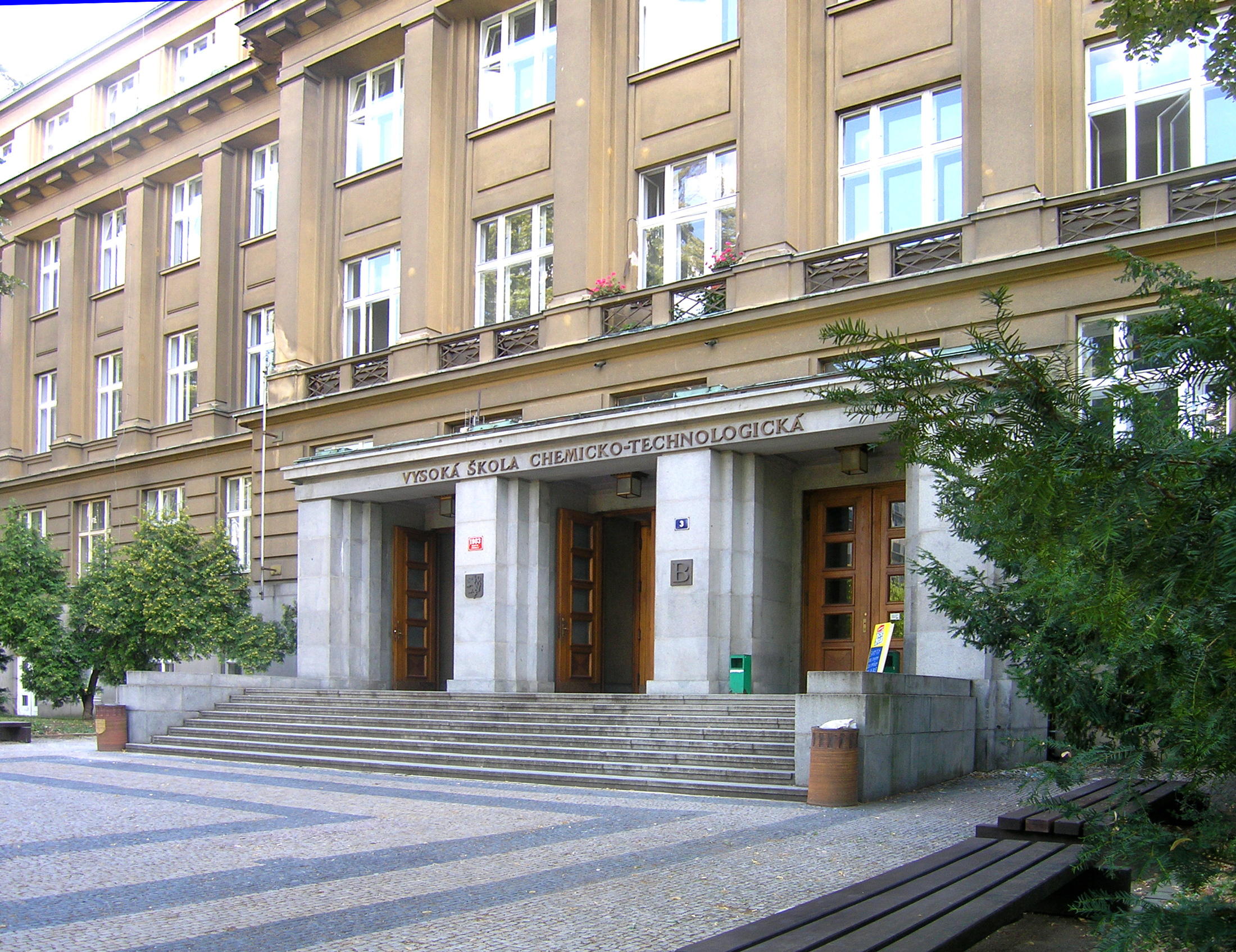
Hlavní budova Vysoké školy chemicko-technologické v Praze

Viktor Ettel (26. listopadu 1893 Čejetičky na Mladoboleslavsku – 15. ledna 1964 Praha) byl český chemik a vědec. Již roku 1953 byl zvolen členem korespondentem Československé akademie věd a v roce 1960 se stal jejím řádným členem. V roce 1954 byl jmenován profesorem na Vysoká škola chemicko-technologická (VŠCHT).
Jeho pestrá kariera, která byla poznamená oběma válkami a komunistickým režimem, zahrnuje práci v chemickém průmyslu, armádě, na vysokých školách i v akademické sféře.
Postupně se zabýval bojovými plyny, hutní výrobou, herbicidy, flotačními činidly a zejména komplexním zpracováním a využitím dřeva, především metanolýzou (alkoholýzou). To je proces, kdy vlivem metylalkoholu dochází k deaminaci polymerů za vzniku nové suroviny.

## Osobní život

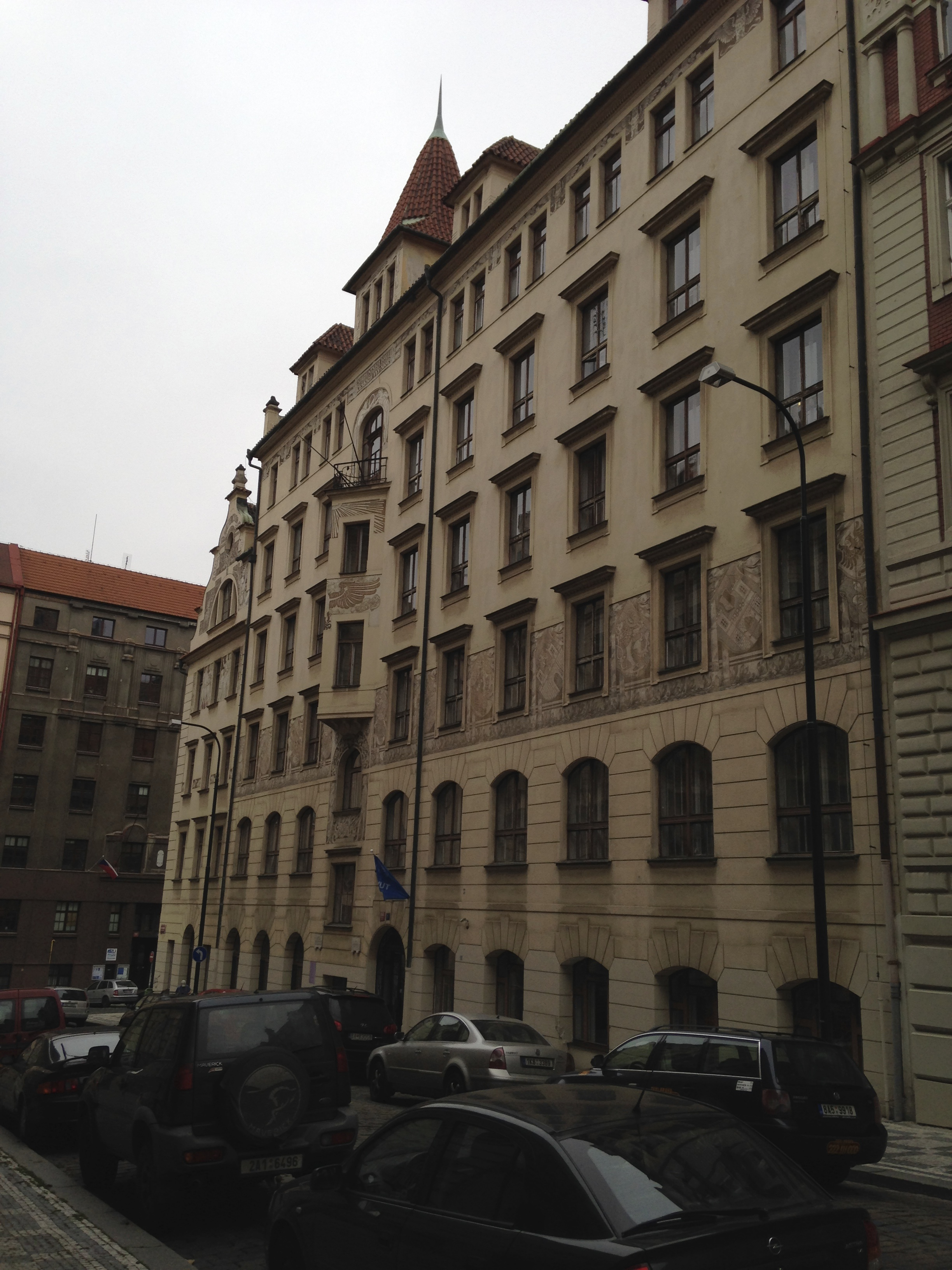
Budova Hlávkovy studentské koleje v Praze

Viktor Ettel se narodil 26. listopadu 1893 v Čejetičkách na Mladoboleslavsku v početné rodině železničáře. Od mládí vynikal mimořádným talentem pro chemii. Vystudoval vyšší reálku v Hradci Králové a byl přijat do Hlávkových studentských kolejí, které byly určeny pro nemajetné studenty s výbornými studijními výsledky. Díky tomu úspěšně absolvovat chemii na tehdejší pražské české technice (nyní ČVÚT).
Viktor Ettel prožil dvě světové války. V první světové válce bojoval na italské frontě i na Sibiři. Během druhé světové války byl pro svou nedostatečnou loajalitu k okupantům zbaven všech vedoucích funkcí a pracoval pouze jako šéf výzkumu. Přesto byl po válce komunistickým režimem kritizovaný pro svoji apolitičnost a spojení s meziválečnou průmyslovou elitou. Bylo mu však umožněno pracovat ve svém obory, i když byl často odvoláván ze svých funkcí.
Viktor Ettel měl problémy s režimem i ve svém bydlišti v Říčanech, kde ho místní orgány považovali za kapitalistický živel a snažili se ho poškodit i v soukromém životě. Dotýkalo se to i jeho syna, který měl problémy vystudovat. Přesto se mu podařilo jít ve šlépějích svého otce a stal se vynikajícím chemikem.
V pozdějším věku ho trápily vážné zdravotní obtíže. Zemřel 15. ledna 1964 ve věku 71 let.

## Kariera

### První světová válka
Již v roce 1914, kdy začala první světové války, vstoupil tehdy jednadvacetiletý nedostudovaný Viktor Ettel do armády. Bojoval na italské frontě a roku 1916 v bitvě u Gorice padl do zajetí a posléze vstoupil do italské armády. V roce 1918 se vrátil do vlasti s italskými legiemi. Válka pro něj však neskončila, neboť byl vyslán s vojenskou repatriační misí na Sibiř.

### Meziválečné období

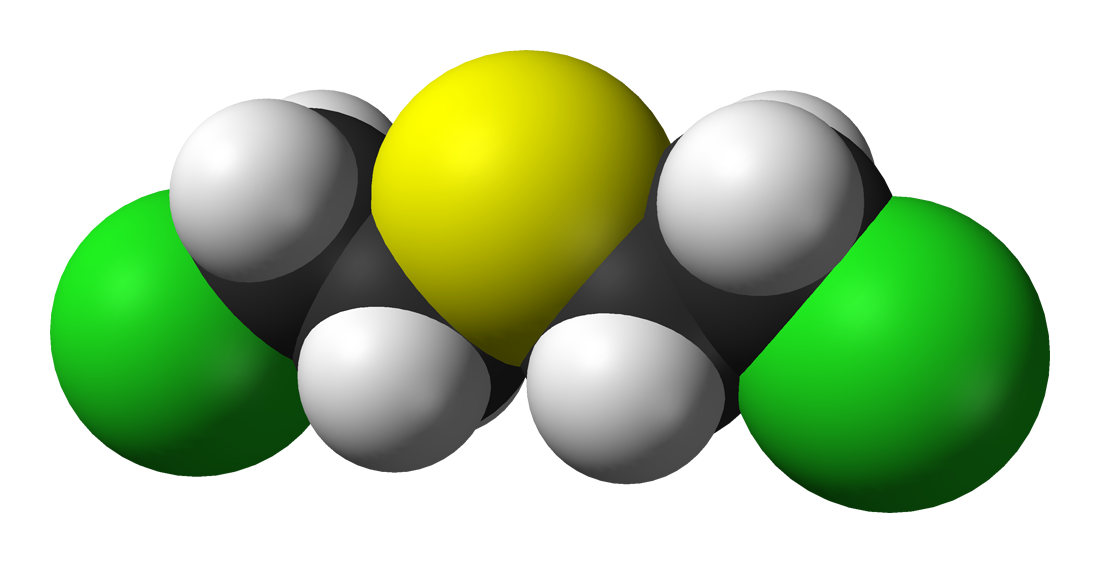
Molekula yperitu: bis(2-chlorethyl)sulfid

Po návratu ze Sibiře se vrátil ke studiu a v roce 1921 složil státní zkoušku u profesora Emila Votočka a získal titul doktora chemických věd za práci z oblasti chemii sacharidů. Opět vstoupil do armády a pracoval tam ve výzkumu bojových plynů. Objevil nový výrobní postup na přípravu yperitu (také hořčičný plyn), který byl posléze použit pro průmyslovou výrobu. Dosáhl funkce přednosty výzkumného oddělení Vojenského technického ústavu a dostal hodnost plukovníka.
V roce 1932 odešel z armády a získal místo ředitele Spolku pro chemickou a hutní výrobu (Spolchemie) v Ústí nad Labem. Jeho úkolem bylo posílit v Sudetech český vliv ve vedení i mezi zaměstnanci. Podařilo se mu zmodernizovat mnoho provozů v Čechách i na Slovensku a posílit vliv českých zaměstnanců. Po okupaci Sudet byl zajat gestapem, ale po krátkém čase propuštěn.

### Druhá světová válka

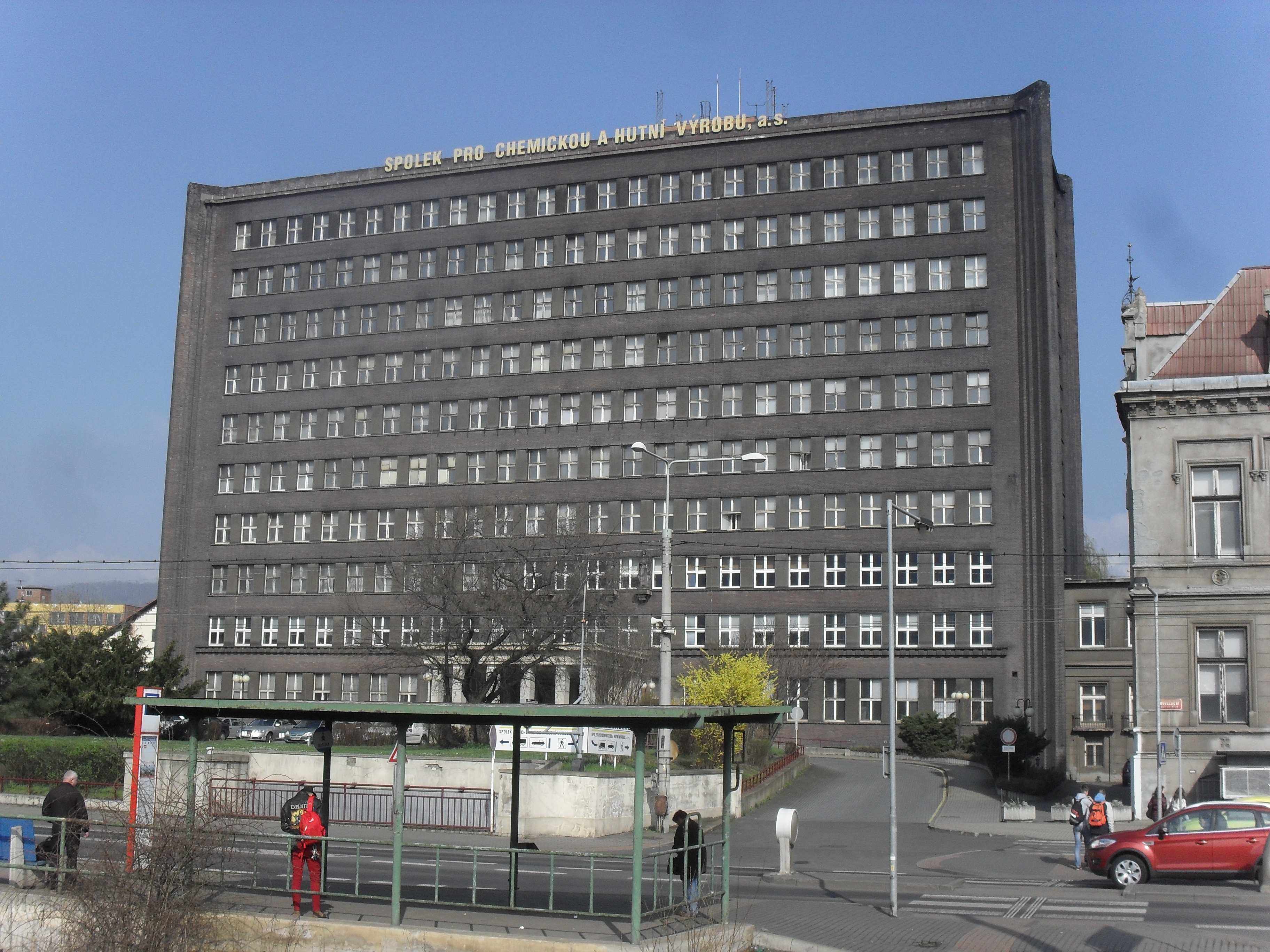
Původní budova Spolchemie v Ústí nad Labem

Po okupaci německou armádou byl Viktor Ettel sesazen z vrchního technického vedení a zůstal pouze šéfem výzkumu Spolchemie v Praze. Během války se tak věnoval farmaceutické chemii, barvířství, problematice vulkanizačních urychlovačů, fotografických vývojek, technologii agrochemických preparátů nebo produkci vitaminu C.
Byl také pověřen výstavbou nových závodů nahrazujících ztracené kapacity na odtrženém území. Byly to chemické závody Synthesia v Rybitví na Pardubicku a Spolana v Neratovicích. Vše probíhalo v rámci Spolchemie, která se tak stala zakladatelem českého průmyslu, neboť vytvořila základní struktury dnešních českých chemických závodů. Díky Viktoru Ettelovi navíc v centrálním výzkumném ústavu Spolchemie našli práci studenti chemie z uzavřených českých vysokých škol. Spolchemie se také stala zárodkem pozdějšího Ústavu organické chemie a biochemie ČSAV okolo akademika a biochemika Františka Šorma.

### Poválečné období

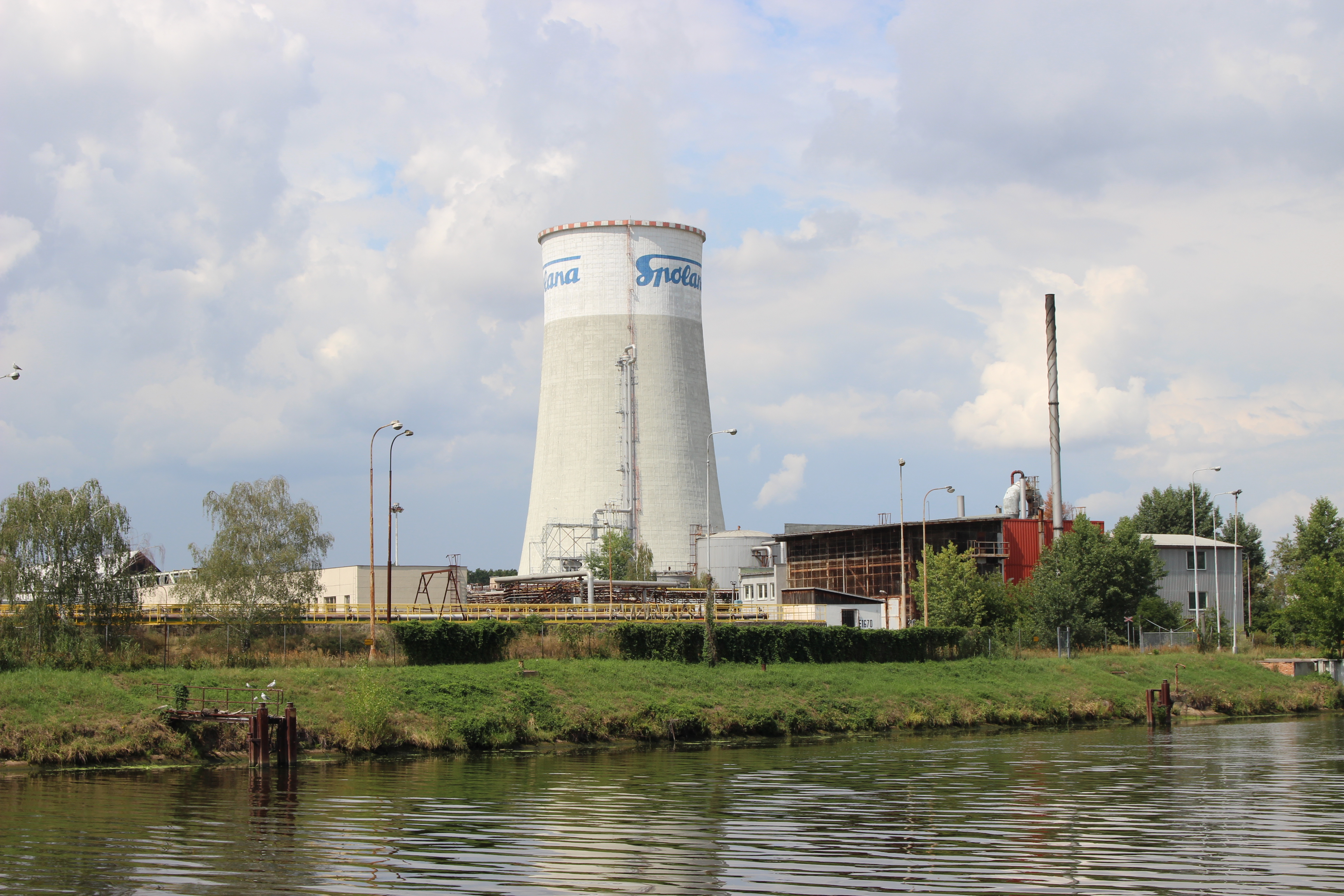
Areál Spolany v Neratovicích

Po osvobození Československa se Viktor Ettel stal centrálním ředitelem Spolchemie a byl navíc jmenován národním správcem několika chemických podniků v pohraničí. Po reorganizaci československého chemického průmyslu byla Spolchemie rozčleněna na šest národních podniků. Viktor Ettel byl pověřen vedením vývojové skupiny Československých chemických závodů ve funkci náměstka generálního ředitele.
Viktor Ettel byl ve všech svých funkcích neustále kritizován pro svoji apolitičnost a spojení s meziválečnou průmyslovou elitou. Nakonec byl po několika reorganizacích donucen odejít na Vysokou školu chemického inženýrství (nynější Vysoká škola chemicko-technologická - VŠCHT), kde vedl katedru organické technologie. Věnoval se zde výzkumu herbicidů, flotačních činidel a zejména komplexním zpracováním a využitím dřeva metanolýzou (alkoholýza). Pro své studenty napsal učebnici Organické technologie.
V roce 1953 byl zvolen členem korespondentem Československé akademie věd a o rok později se stal profesorem. V roce 1960 byl zvolen řádným členem Československé akademie věd. V pozdějších letech ho trápily vážné zdravotní obtíže a zemřel 15. ledna 1964.